# Lesk (Olecko)
Lesk — dzielnica mieszkaniowa Olecka. Dzielnica została utworzona z części PGR Lesk w połowie XX wieku. 